# Casimir Aumacellas
Casimir Aumacellas, (nacido 8 de marzo de 1908 en Palafrugell, Gerona) fue un exjugador de baloncesto español.   

## Trayectoria
Nacido en  Palafrugell, Gerona el 8 de marzo de 1908, con 8 años se traslada a Barcelona con su familia. Se inicia en el mundo del baloncesto a los 17 años en el FC Barcelona. Forma parte del primer equipo culé, siendo el capitán del equipo los dos últimos años de su carrera deportiva, en los años 1932 y 1933. En 1934 se retira y se dedica al automovilismo, siendo copiloto de Salvador Fábregas. Medía 1.80.